# James Sassoon
Pour les articles homonymes, voir Sassoon.
James Meyer Sassoon, né le 11 septembre 1955 à Londres, est un homme d'affaires et homme politique britannique.
Après une carrière dans le secteur financier, il occupe divers postes au sein de HM Treasury, le ministère des Finances du Royaume-Uni, de 2002 à 2008, date à laquelle il commence à conseiller David Cameron sur les questions financières . De mai 2010 à janvier 2013, Sassoon est premier secrétaire commercial au Trésor et est nommé à la Chambre des lords, siégeant avec les conservateurs . En janvier 2013, il devient directeur exécutif de Jardine Matheson Holdings et de Matheson &amp; Co. Il est également administrateur de Hongkong Land, Dairy Farm et Mandarin Oriental et président du China-Britain Business Council.
En novembre 2017, il est mentionné dans les Paradise Papers comme l'un des bénéficiaires d'un fonds fiduciaire exonéré d'impôt des îles Caïmans d'une valeur de 236 millions de dollars en 2007 et l'a défendu comme étant d'origine non britannique. Sassoon est président du Groupe international d'action financière sur le blanchiment d'argent de 2007 à 2008.

## Jeunesse et éducation
Il est membre de la famille Sassoon et est né à Londres, fils de Hugh Meyer Sassoon (cousin germain de Siegfried Sassoon) et de Marion Schiff. Il est l'arrière-arrière petit-fils de David Sassoon.
Il fait ses études à Sunningdale School, un pensionnat indépendant dans le village de Sunningdale dans le Berkshire, où il est un ami de David Profumo, le fils de John Profumo. Par la suite, il fait ses études au Collège d'Eton puis à Christ Church à l'Université d'Oxford  où il étudie la philosophie, la politique et l'économie.

## Carrière
En 1977, Sassoon commence sa carrière dans la finance chez KPMG. En 1985, il rejoint SG Warburg & Co. (plus tard UBS Warburg). Il devient administrateur en 1995, dirigeant les activités de privatisation de l'entreprise, et de 2000 à 2002, il occupe le poste de vice-président de la banque d'investissement.
Sassoon est directeur de plusieurs organisations: Partnerships UK, 2002–06; Merchants Trust, 2006–10 (président 2010); l'IFS School of Finance, 2009–10 (président) et le Fonds de responsabilité nucléaire, 2008–2010. Il est administrateur du National Gallery Trust, 2002–09 et du British Museum, 2009–10 et 2013 – aujourd'hui. Depuis 2013, il est membre du Global Advisory Board de Mitsubishi UFJ Financial Group. En janvier 2013, il devient directeur exécutif de Jardine Matheson Holdings et de Matheson &amp; Co. Il est également administrateur de Hongkong Land, Dairy Farm International Holdings et Mandarin Oriental et président du China-Britain Business Council.
En 2002, il rejoint le Trésor, devenant directeur général des finances, de la réglementation et de l'industrie, jusqu'en 2006. Sassoon est alors le représentant du chancelier pour la promotion de la City. En 2007, il est nommé président du Groupe d'action financière sur le blanchiment d'argent, également chargé de lutter contre le financement du terrorisme. Il continue dans les deux postes jusqu'en 2008. Sassoon reçoit le titre de chevalier dans les honneurs du Nouvel An 2008. À cette époque, il commence à conseiller David Cameron, alors chef de l'opposition, et George Osborne, alors chancelier fantôme de l'Échiquier, et devient membre du comité de reprise économique du cabinet fantôme.
En 2009, il écrit The Tripartite Review, un examen de l'adéquation des trois régulateurs financiers britanniques, la Financial Services Authority, le Trésor et la Banque d'Angleterre, notamment en ce qui concerne la stabilité financière.
En mai 2010, il est nommé secrétaire commercial au Trésor, un ministre dont le portefeuille comprend les services financiers et les affaires. En conséquence, il est créé pair à vie et, le 3 juin 2010, il est présenté à la Chambre des lords sous le nom de baron Sassoon, d'Ashley Park, dans le comté de Surrey.
Il est remplacé par Paul Deighton en janvier 2013 en tant que secrétaire commercial au Trésor et retourne dans le secteur privé.
En novembre 2017, il est mentionné dans les Paradise Papers comme l'un des bénéficiaires d'un fonds fiduciaire exonéré d'impôt des îles Caïmans d'une valeur de 236 millions de dollars en 2007, et a défendu ses actifs comme étant d'origine non britannique apportés uniquement par sa grand-mère, qui est décédé plus de 40 ans auparavant .

## Vie privée
En 1981, Sassoon épouse Sarah Barnes, fille de l'ancien ambassadeur en Israël et aux Pays-Bas, Ernest John Ward Barnes et Cynthia Barnes de Hurstpierpoint. Ils ont un fils et deux filles.